# Кловсі
Кловсі (біл. вёска Клоўсі) — село в складі Вілейського району Мінської області, Білорусь. Село підпорядковане Рабунській сільській раді, розташоване в північній частині області.

## Історія
У 1921–1945 роках село знаходилось у Польщі, у Вільнюськім воєводстві, Вілейського повіту, у гміні Костеневичі.

## Населення
- 1866 рік — 251 людини, 21 будинків[1]
- 1931 рік — 272 людини, 55 будинків[2].